# Llorer
El llorer o llor (Laurus nobilis) és un arbre perennifoli dioic, sol representant europeu de la família de les lauràcies.

## Particularitats
És un dels condiments tradicionals de la cuina mediterrània.
Aquest arbre sovint és cultivat o naturalitzat, i amb freqüència es troba a prop de llocs habitats i per les torrenteres i valls humides. Etimològicament, Laurus és el nom del llorer en llatí, i nobilis significa "notable", "cèlebre". Les fulles són un condiment excel·lent i per això és molt apreciat a la cuina. El llorer és el símbol del triomf i l'endevinament en les cultures mediterrànies. Es troba per tota l'àrea del mar Mediterrani, tant al nord d'Àfrica, en països com Tunísia, el Marroc o Líbia, com al sud d'Europa, a la península Ibèrica, França, Itàlia o Grècia, i a l'Àsia occidental, en països com Israel, el Líban o Turquia.

## Descripció morfològica
És un arbre perennifoli que pot arribar fins als 10 m d'alçària (pot assolir els 25 m en climes càlids) i que presenta un tronc llis i grisenc. Les branques són verdoses i rectes. Les fulles, amb una mida aproximada de 10 x 4 cm, són de color verd fosc i brillant a l'anvers i de to mat i més pàl·lid al revers. Són persistents, coriàcies, enteres, simples, alternes i amb un pecíol curt, aproximadament d'1 cm, i vermellós. Tenen un àpex agut i presenten cèl·lules oleíferes, que els donen el caràcter aromàtic abans esmentat. Tenen nervació pinnada, i el nervi principal és ben visible a l'anvers i prominent al revers. La fulla solament té pèls a prop de l'axil·la.

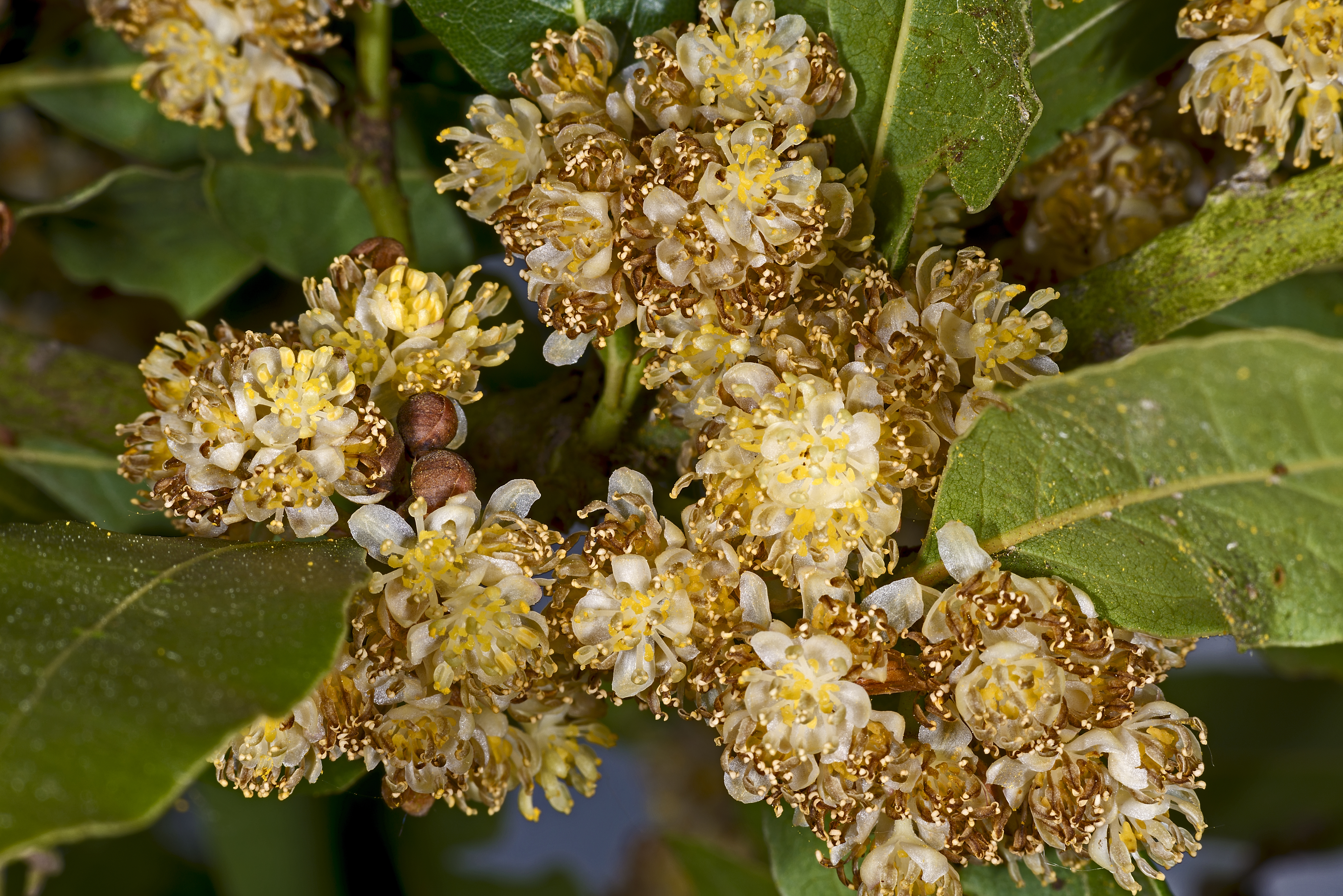
Fulles i flors

Les inflorescències es reuneixen en petites umbel·les axil·lars envoltades per un involucre subglobós que conté de 3 a 6 flors, grogoses o blanquinoses. Les flors són petites, actinoformes i tenen un periant de 4 peces oblongues i caduques de 3-4,5 x 1,5-2 mm, dioiques; és a dir, que són unisexuals, i hi ha exemplars masculins i femenins. Les masculines tenen l'androceu format per 8 a 14 estams groguencs d'uns 3 mm que tenen anteres arrodonides amb un parell de nectaris oposats a la base; aquestes anteres s'obren per unes valves que fan fins a 1.2 mm. Les femenines tenen 4 pètals i un pistil verd que acaba en un estil curt i un estigma trígon. L'arrel és axonoforma.
El fruit és en baia, carnós, ovoide, d'1 a 1,5 cm de longitud, agut i amb restes del receptacle.

## Ecologia
El llorer floreix a principis de primavera (març-abril). Fructifica d'octubre a novembre i presenta un fruit negre quan arriba a la maduresa, de la grandària d'una oliva. Necessita sòls humits i fèrtils. És resistent a les baixes temperatures, però no pas si són extremes. No suporta vents forts i freds. Creix a una altitud d'entre 0 i 900 metres.

## Farmacologia

### Composició química
Les fulles contenen: 
- Oli essencial (1 a 3,0%). Monoterpens, com eucaliptol, alfa i beta-pinè, citral i metilcinamat.
- Lactones sesquiterpèniques. Deshidrocostulactona, costunòlit, eremantina, laurenbiòlit.
- Alcaloides isoquinoleínics. Reticulina.
- Tanins.

Els fruits contenen: 
- Oli essencial (1 a 4,0%). Monoterpens, com eucaliptol, alfa i beta-pinè, citral i metilcinamat.
- Lactones sesquiterpèniques (principi amarg). Deshidrocostulactona, costunòlit, eremantina, laurenbiòlit.
- Alcaloides isoquinoleínics. Reticulina.
- Tanins.
- Olis (25-55%). Triglicèrids d'àcids grassos: làuric, palmític, oleic i linoleic.

### Usos medicinals
La Comissió E del Ministeri de Sanitat alemany no ha aprovat cap indicació del llorer per a usos medicinals. Els usos tradicionals són:
Ús internAntiespasmòdic, hepàtic i carminatiu. Expectorant bronquial, antiarterioescleròtica, antireumàtic i diürètic.
Ús externAntireumàtic, pell i regulador de la menstruació.
Tractament capil·larÉs utilitzat amb un efecte regenerador del cuir cabellut i també per combatre la caspa, la seborrea i altres alteracions relacionades amb la caiguda dels cabells. L'oli essencial està present en molts productes de perfumeria per la seva riquesa en aromes i, no tan sols per aquest motiu, sinó també pels seus efectes curatius, explicats anteriorment, en cremes i locions.
VeterinariTradicionalment s'ha fet servir una mantega confeccionada a partir dels fruits per combatre els paràsits.

### Accions farmacològiques
L'oli essencial té un efecte antisèptic, expectorant i espasmolític. Com a remei d'ús extern, és pediculicida i rubefaent. Popularment també s'ha utilitzat com a antihemorroidal i com a remei per provocar l'evacuació menstrual de les dones. El principi amarg del llorer (lactones sesquiterpèniques) presenta una acció digestiva, estimula la gana i ajuda a evacuar la bilis.

### Toxicitat
L'oli essencial i els alcaloides poden provocar una acció tòxica en el sistema nerviós. A conseqüència de la presència de lactones i tanins, les infusions en grans dosis poden causar una irritació de la mucosa gàstrica. També el contacte amb la pell produeix en alguns casos fotosensibilització (reaccions dermatològiques a conseqüència del contacte amb la llum solar) en persones al·lèrgiques, que s'han d'abstenir de consumir-ne, encara que estigui cuit.
El problema més greu és la confusió amb el llorer-cirer, que conté bastants heteròsids cianogènics.

### Contraindicacions
Es recomana abstenir-se de prescriure olis essencials per via interna durant l'embaràs i la lactància, i també a menors de sis anys o a pacients amb gastritis, úlcera gastroduodenal, síndrome d'intestí irritable, colitis ulcerosa, malaltia de Crohn, hepatopaties, epilèpsia, Parkinson o altres afeccions neurològiques.
Tampoc no s'ha d'administrar ni aplicar per via externa a menors de sis anys ni a persones amb al·lèrgies respiratòries o amb hipersensibilitat coneguda a aquests olis essencials.

### Observacions
Recol·lecció i conservació: les fulles s'haurien de recollir després de la floració, encara que es poden agafar durant tot l'any. Els fruits s'han de recol·lectar quan estan ben madurs. S'han d'assecar a l'ombra i cal guardar-los en recipients tancats en un lloc fosc i eixut.

## Simbologia

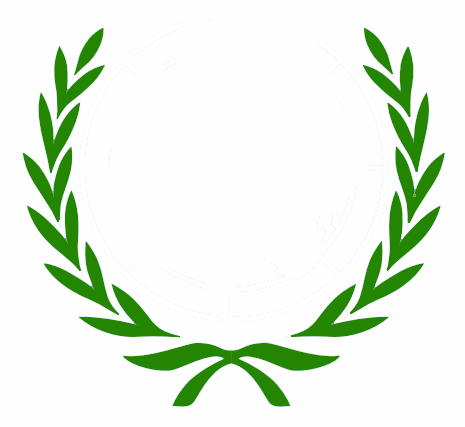
Representació d'una corona de llorer

Segons la mitologia grega, quan el déu Apol·lo, bojament enamorat de Dafne, va veure que la nimfa es convertia en un llorer, va prometre que la corona de branques d'aquesta planta seria el símbol del triomf i així tothom la recordaria eternament.
A l'antiguitat i a l'edat mitjana es feia servir aquesta planta per coronar els poetes (el déu Apol·lo portava una corona semblant), els artistes i els savis, tradició que té l'origen en els triomfs romans, en què es coronava els generals victoriosos quan entraven a la ciutat. Als estudiants que superaven les proves de retòrica se'ls donava una branca de llorer, i d'aquí derivaria el fet d'anomenar-los baccalaureatus (batxillers).
Des d'un punt de vista simbòlic, hi havia la creença que aquest arbre no podia ser abatut pels llamps, i per això alguns romans en tenien unes branques a casa seva perquè els protegissin quan queia una tempesta. El llorer, a més, ha sigut un símbol en triomfs artístics, militars, universitaris i esportius.
D'altra banda, l'any 1321, l'occità i càtar Guilhèm de Belibasta, abans de morir cremat per ordre de la Inquisició, va dir, fent al·lusió a un futur renaixement del catarisme i la nació occitana: "Al cap de set-cents anys, el llorer reverdirà."

## Curiositats
És tradició portar-ne branques a beneir el Diumenge de Rams per commemorar l'entrada de Jesús a Jerusalem.
Les fulles es fan servir per condimentar el menjar.
El llorer és una planta molt utilitzada en medicina, i és reconeguda les seves propietats com a digestiu i estomacal.

## Galeria d'imatges

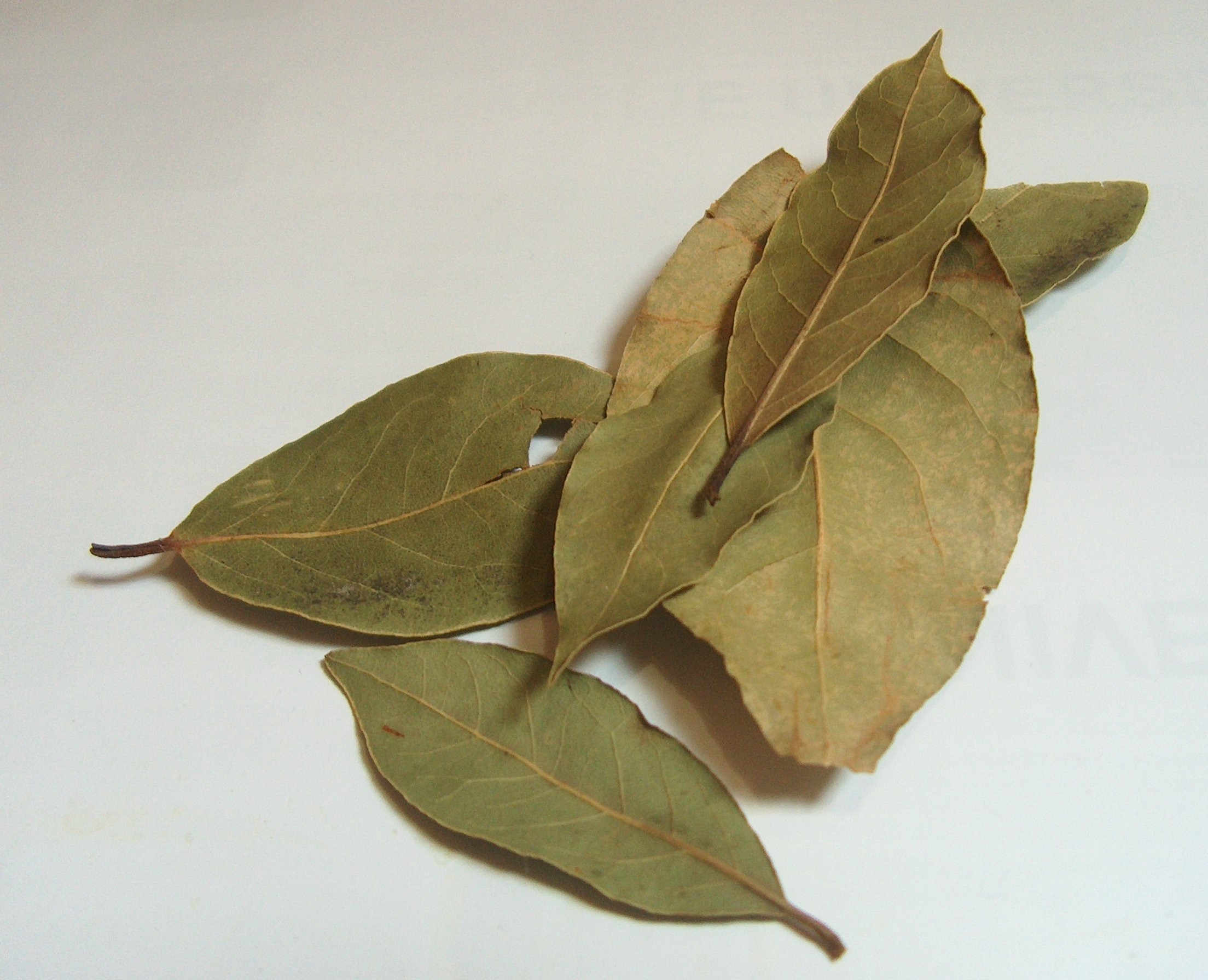
fulles dessecades
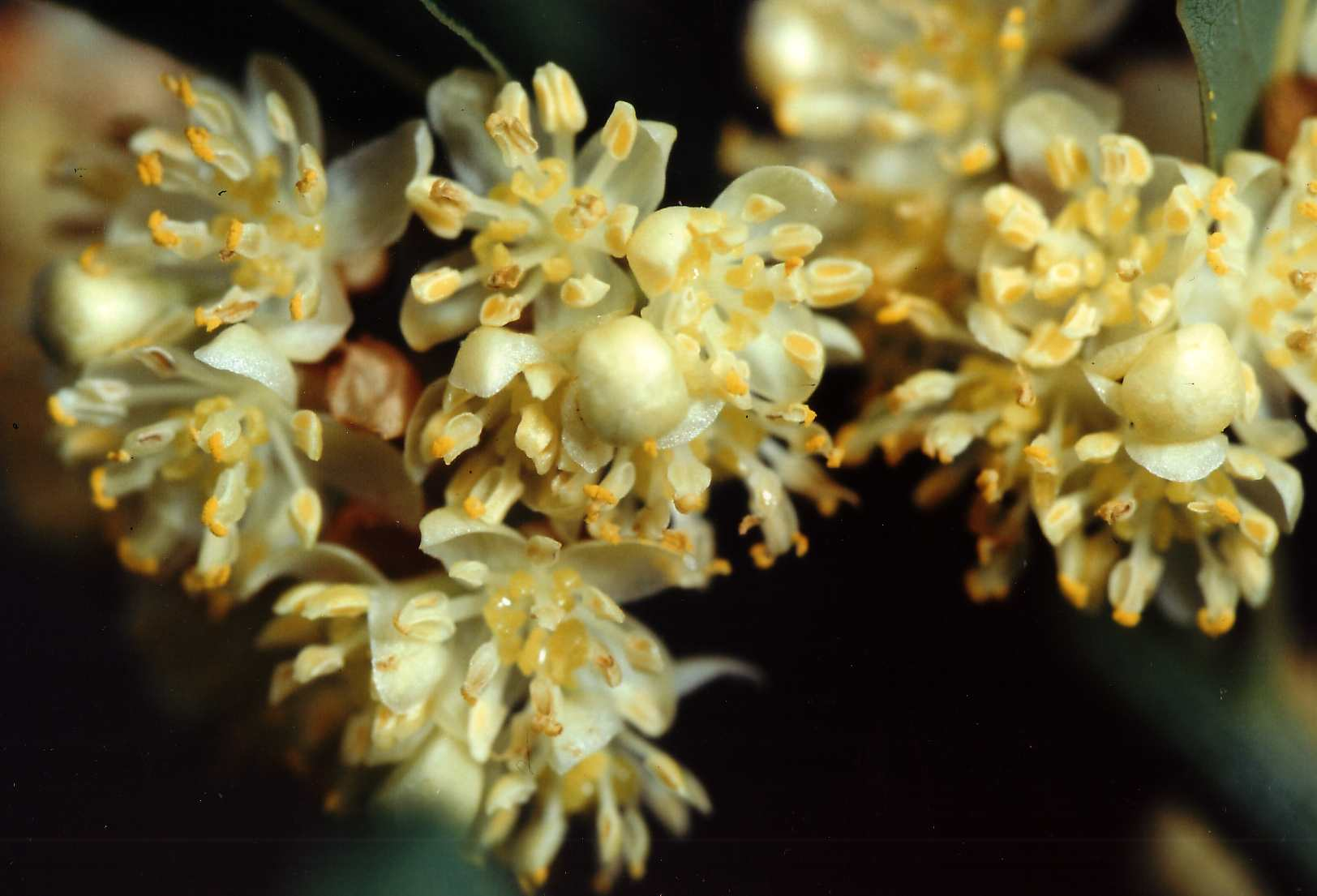
flors
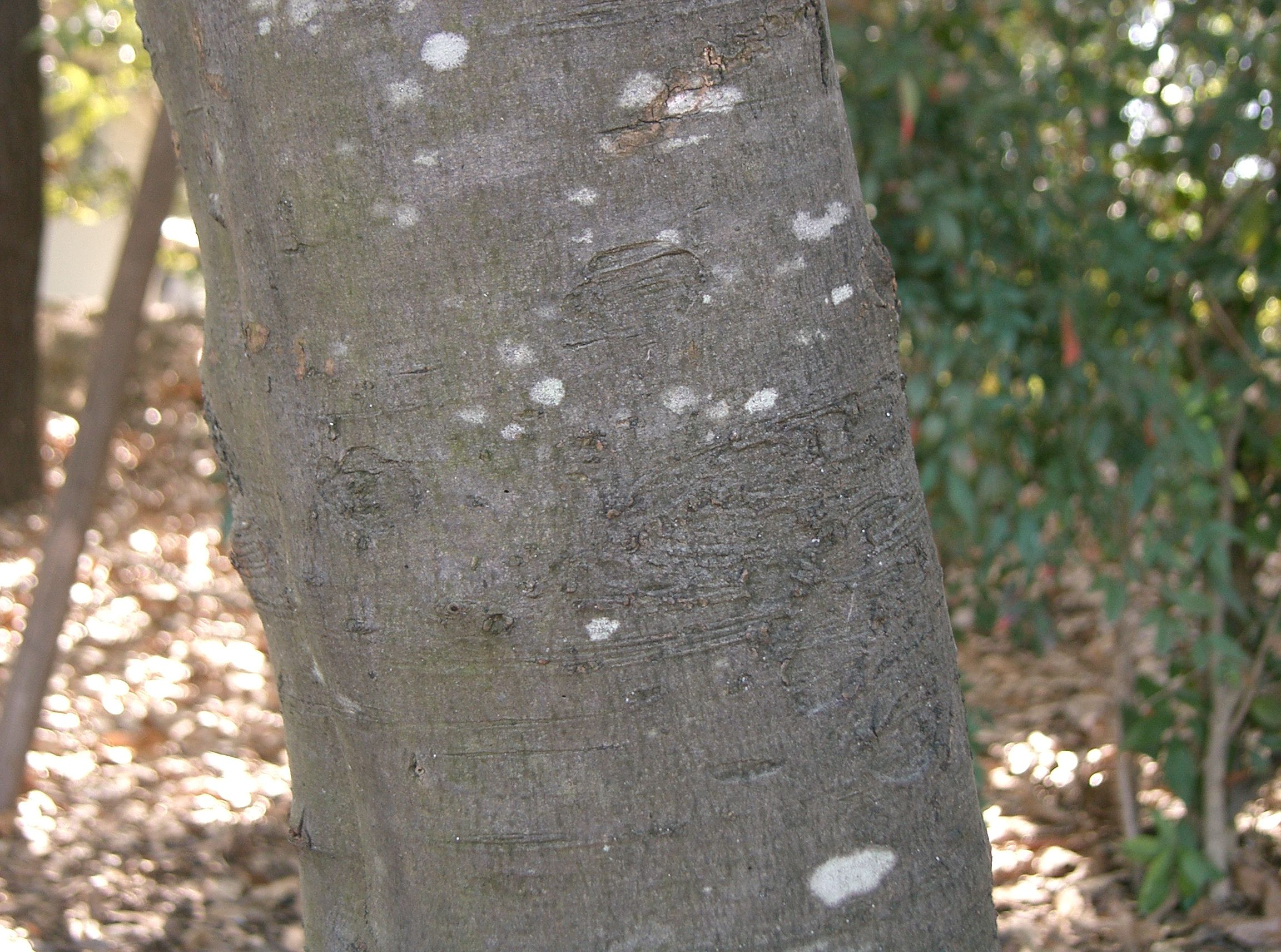
tronc
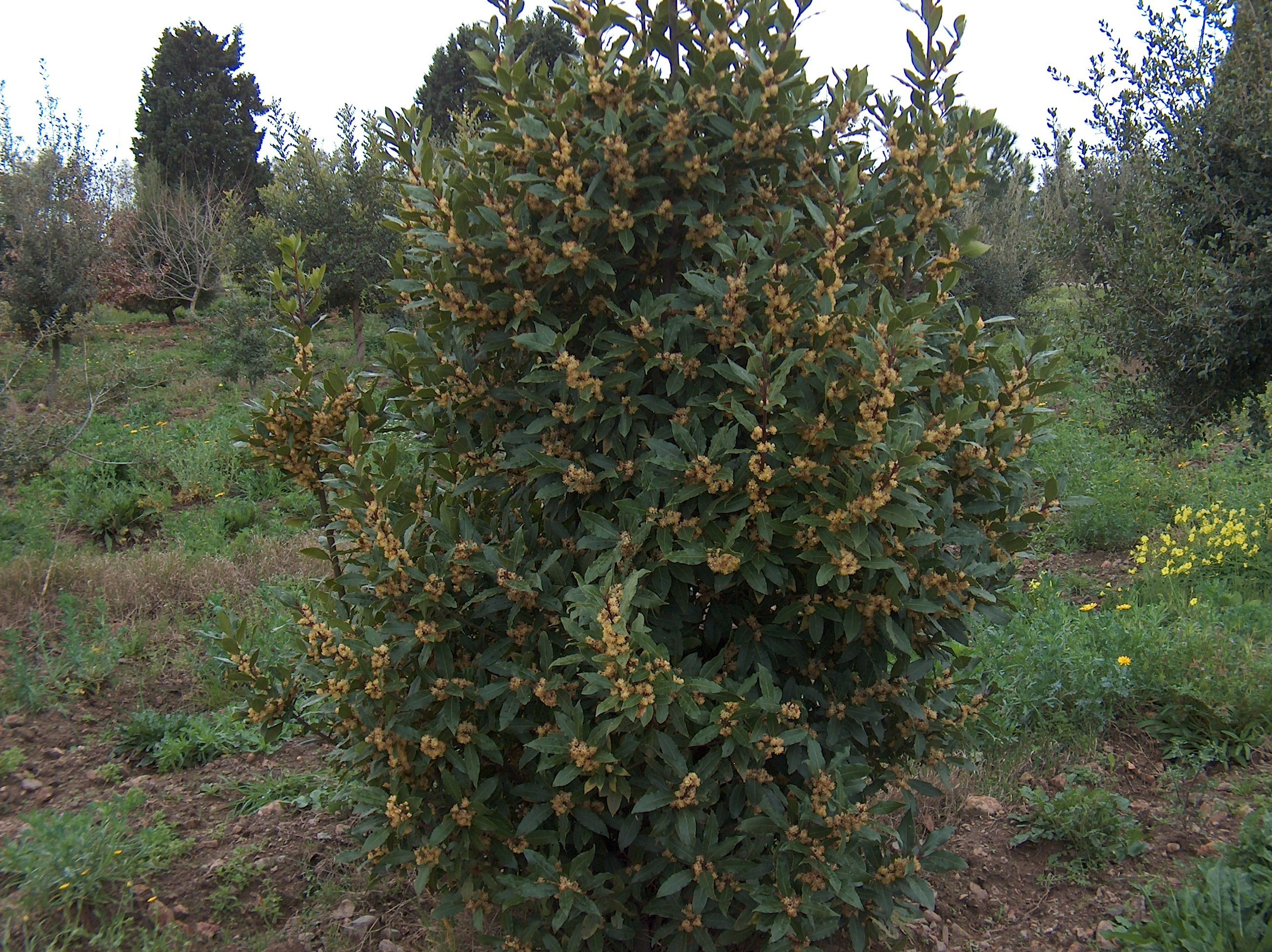
vista general
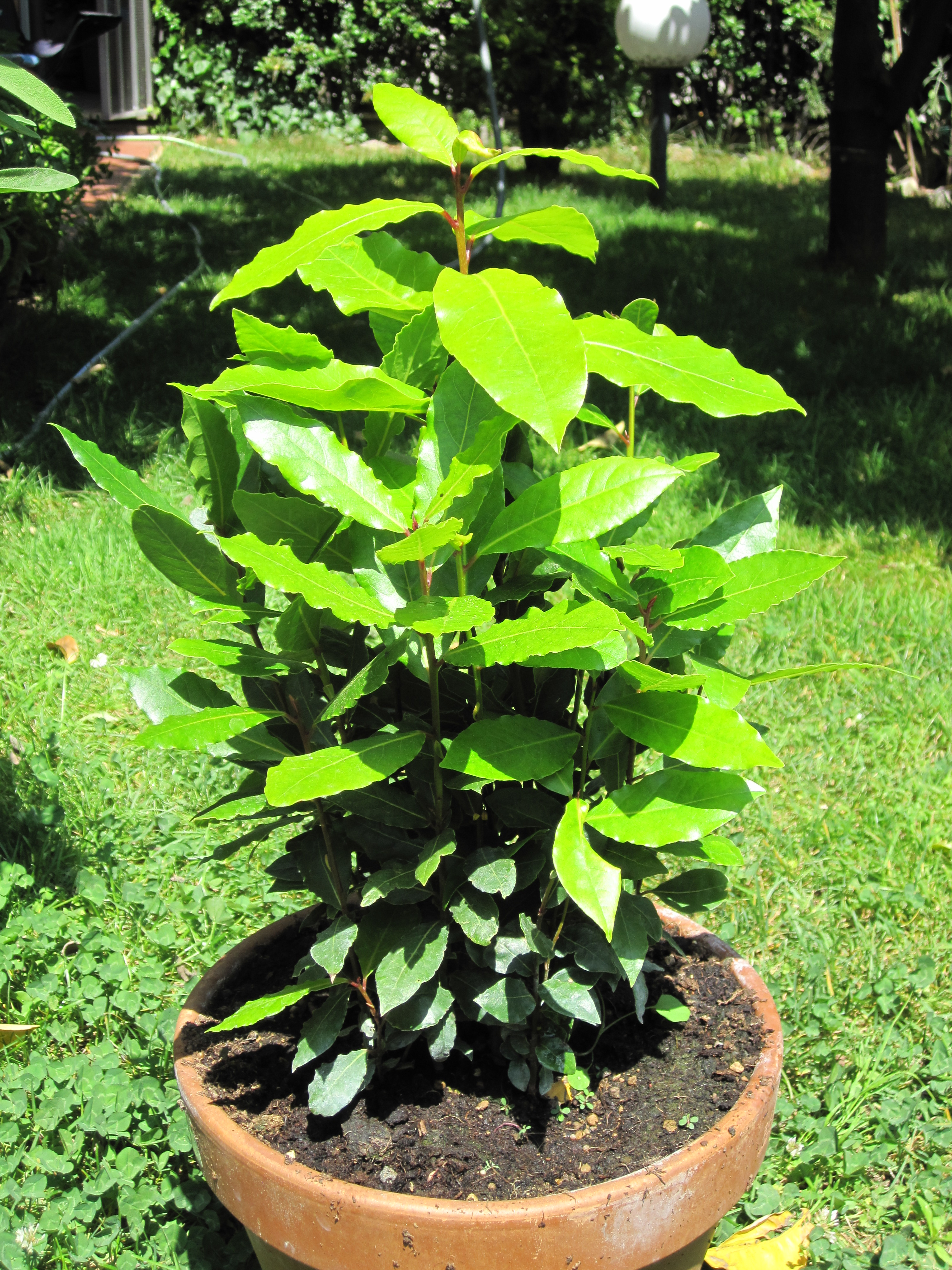
planta de test